# مدرسة الفتح (غليزان)
مدرسة الفتح  من المؤسسات التابعة لجمعية العلماء المسلمين شعبة بلدية غليزان والتي ساهمت في نشر التعليم العربي الحر  في العهد الإستعماري حيث تأسست عام 1943م .
حيث كانت من المدراس العربية في الجزائر عامة والغرب الجزائري خاصة حيث وفد إليها المعلمين والتلاميذ من مختلف جهات الوطن إذ تبوأ العديد منهم مكانة مرموقة بعد الإستقلال مثل الديبلوماسي لزرق بن علو وبوعلام باقي الوزير الأسبق للشؤون الدينية والأوقاف إضافة للفنان محمد إيسياخم

## التأسيس
يعد الأديب محمد الصالح رمضان أول معلم ومدير لمدرسة الفتح الذي عينه الشيخ محمد البشير الإبراهيمي في 1943 حيث قضى ثلاث سنوات بالمدرسة قائما عليها وبكل النشاطات داخل المدرسة وخارجها كان يدرب التلاميذ العمل الكشفي، و يعلمهم المسرح والأناشيد الوطنية التي تزيد من عزمهم وحبهم للوطن.
وصرح محمد الصالح رمضان قائلا:
| مدرسة الفتح (غليزان) | توليت أنا إدارة المدرسة والتعليم بها مع بعض المعلمين الموفدين من طرف الجمعية | مدرسة الفتح (غليزان) |

## فلسفة المدرسة
اتتهجت مدرسة الفتح الطرق الحديثة لتعليم أبناء المدينة وشملت برامجها المواد الدينية، واللغوية والسيرة ومواد الجغرافيا والتاريخ والحساب، وهذا البرنامج يجمع بين الأصالة والمعرفة العصرية.
شمل برنامج المدرسة الابتدائية ثلاث شعب، وهي التربية الإسلامية المتينة، الثقافة العربية الابتدائية، مبادئ أولية للمعارف العلمية، وكانت مراحلها مضبوطة بستة سنوات موزعة على :
- القسم التحضيري،
- القسم الابتدائي
- القسم المتوسط، وكل قسم مدته عامين.

وكان تلاميذ مدرسة الفتح الحرة يدرسون لحوالي ست ساعات يوميا، المواد التي كانت مقررة عليهم هي التفسير، الحديث، الفقه، الفرائض، العقائد، الأدب، المواعظ، التجويد، الأصول، المنطق، النحو الصرف، البلاغة، المحفوظات، المطالعة، الإنشاء، الحساب، الجغرافيا والتاريخ.
كانت مدرسة الفتح بغليزان قبلة للعديد من الطلبة الذين التحقوا بها من داخل المدينة وخارجها، وكانت خطة الدراسة تسير وفق ما سطرته الجمعية من خلال لجنة التعليم العليا، وما أقرته الدورات التكوينية ومؤتمر المعلمين الأحرار.
وقامت المدرسة بتدريس اللغة العربية والمحافظة عليها بنشرها وتعليمها للبنات والبنين متحدية الإجراءات الفرنسية
وكانت لجنة التعليم العليا للجمعية تنشر عناوين الكتب المقررة على كل السنوات الدراسية منها مبادئ القراءة المصورة، أجزاء من القرآن الكريم، المحفوظات المدرسية، النحو الواضح، جغرافيا القطر الجزائري لأحمد توفيق المدني، مختارات من الألفاظ والكتابة للهمذاني، الحساب العربي... وغيرها من الكتب.
وكان الطلبة والتلاميذ يحفظون الأناشيد والقصائد المشبعة بالروح الوطنية، والقيم العربية الإسلامية ويرددون الأناشيد الثورية التي تزيد من العزيمة الثورية في نفوس الطلبة.
اهتم معلمو المدرسة بالمسرح كتابة وتمثيلا، فقد كتب الشاعر محمد العيد آل خليفة مسرحية بعنوان: «بلال» في 1939، وكتب محمد الصالح رمضان مدير المدرسة مسرحية بعنوان: «الناشئة المهاجرة» في 1947 تعالج موضوع الهجرة النبوية.

### تعليم الفتيات
إلتحقت فتيات مدينة غليزان بالمدرسة الحرة في 1948، ومن أبرزهن:
- ربيعة بريكسي،
- خديجة قاضي،
- شريفة السنوسي،
- الزهرة حمادي،
- بدرة جلول عبو،
- خديجة بن يحي،
- خيرة بن يحي،
- فتيحة بن يحي،
- سكينة بن يحي،
- عائشة بن يحي،
- آمنة بن سعوا،
- جميلة اسياخم،
- عودة حراث،
- محجوبة بن جبار

وأول معلمة بالمدرسة بدرة جلول عبو مارست التعليم من 1948 إلى 1953 ولما زار الشيخ الإبراهيمي القسم الذي كانت تدرس به قال لها:
| مدرسة الفتح (غليزان) | أنت إن شاء الله إمرأة المستقبل | مدرسة الفتح (غليزان) |

## مدراء المدرسة
- محمد بوعكاز،
- فرحات العابد الجيجلي،
- أبو القاسم الأغواطي،
- محمد حني،
- باقي بوعلام .

## أبرز الأساتذة
- حسين كوايمية [5]

## أبرز التلاميذ
- لزرق بن علو
- محمد إيسياخم
- حنفي بن عيسى أستاذ علم نفس بجامعة الجزائر